# Tianying
Tianying (田营 ; pinyin : Tiányíng) est une localité proche de la ville de Jieshou, dans la province chinoise de l'Anhui. Elle assure plus de la moitié du recyclage du plomb en Chine.
La production, majoritairement réalisée avec des techniques peu évoluées par de nombreuses petites entreprises, souvent dans l'illégalité, et sans contrôle de la pollution, a entraîné de graves conséquences environnementales. Les taux de plomb mesurés dans l'air et le sol sont respectivement 8,5 et 10 fois plus élevés que les normes nationales chinoises. Divers autres produits toxiques y sont également trouvés, notamment dérivés de l'acide sulfurique provenant des batteries au plomb, arsenic et mercure, parmi les plus dangereux.
L'administration tente d'imposer aux petites entreprises de se regrouper au sein d'une zone d'activités spécialisée où elles disposeraient de conditions de production et de contrôle plus modernes. Cependant, il est difficile de dire en combien de temps ce transfert pourra s'effectuer, et, même si la pollution de l'air se trouve réduite, la pollution du sol demeurera, avec ses conséquences graves sur la santé publique, sauf si des mesures spécifiques coûteuses de dépollution sont prises par les autorités.
Tianying a été classée en septembre 2007 par l'ONG américaine Blacksmith Institute parmi les dix sites les plus pollués au monde.

## Sources
- (en) « Polluted places - Tianying Town, Jieshou, China », Blacksmith Institute, décembre 2004 (consulté le 17 septembre 2007)
- (en) « Top 10 of World's Worst Polluted Places - Tianying, China », Blacksmith Institute, septembre 2007 (consulté le 17 septembre 2007)